# Toni M. Mir
Toni M. Mir (Barcelona, 1974) es un compositor de bandas sonoras nominado a un Goya y Fundador del estudio de composición Trafalgar13 Music House. 
Es miembro de la European Film Academy, la Academia Española de las Artes y las Ciencias Cinematográficas y de la Academia del Cine Catalán. 
A lo largo de su carrera, Toni ha compuesto bandas sonoras para largometrajes de ficción y documentales;  ha creado la música original para más de un centenar de spots y ha compuesto sintonías para programas y series de televisión nacionales e internacionales.
Actualmente Toni vive y trabaja entre Barcelona y Los Ángeles.

## Biografía y carrera
Toni nació y creció en Barcelona. Es hijo de Irene Mir, actriz y presentadora de Televisión Española durante la década de los 60, 70, 80 y los 90.
Inició sus estudios de piano a los 6 años en el Conservatorio Superior de Música del Liceo de Barcelona y continuó, ya de adulto, en la Associated Board of the Royal Schools of Music. A los 14 años crea su primera banda de rock, de la que fue cantante y principal guitarrista.  En el 1993 inicia su carrera profesional incorporándose a Audioclip, estudio de sonido y música de Barcelona donde trabajó durante más de 10 años componiendo músicas para publicidad y donde forjó un bagaje musical ecléctico. En el 2004 funda Trafalgar13 Music House, estudio de composición ubicado en el corazón de Barcelona, hoy con segunda sede en Santa Mónica (California).
Debuta en el cine en el 2001 con “Fausto 5.0”, dirigida por Isidro Ortiz, Àlex Ollé y Carlus Padrissa (de La fura dels Baus). Sus últimas composiciones y bandas sonoras para cine incluyen títulos como “Del otro lado del jardín” (HBO/WB- Dir. Daniel Posada); “McCurry, The Pursuit of Color (documental, Dir. Denis Delestrac);“La inocencia” (Dir. Lucía Alemany),  película por la cual Toni fue nominado a un premio Goya a mejor canción original con “Allá en la arena” en el 2020; “El ciudadano ilustre” (Dir. Mariano Cohn y Gastón Duprat); “Cemento y Acero” (cortometraje protagonizado por Luis Tosar y Daniel Guzmán, Dir. Oriol Villar) así como la banda sonora de la película para TV “De la ley a ley” (Dir. Sílvia Quer y protagonizada por Gonzalo de Castro)
En el campo de la industria publicitaria, Toni es el creador de músicas y canciones que han alcanzado una repercusión mediática importante. Entre los múltiples proyectos en los que ha trabajado a lo largo de más de 25 años, destacan sus músicas para varias campañas para El Corte Inglés, como las cuatro versiones de “Los Elfos” (“Mi padre es un Elfo”, “Mírate, tú también eres Elfo”, “La canción de los Elfos”y “Los Niños son Elfos”); sus composiciones para los cortometrajes de Estella Damm -“Vale” (Dir. Alejandro Amenábar, 2015, con Dakota Johnson y Quim Gutiérrez,), “Las pequeñas cosas” (Dir. Alberto Rodríguez, 2016, con Jean Reno y Laia Costa), “La vida Nuestra” (Dir. Raúl Arévalo, 2017, con Peter Dinklage), “Álex y Julia” (Dani de la Torre, 2018, con Michelle Jenner y Oriol Pla) y “Amor a primera vista” (Dir. Ian Pons Jewell, 2019, con Mario Casas); sus composiciones para las “Tender Stories” de Tous con Gwyneth Paltrow (2016, 2017, 2018), y la saga de spots “Doble o nada” de Voll Damm (2016, 2018 y 2021) protagonizada por Luis Tosar y Luis Zahera.
También en el campo de la publicidad, Toni ha dirigido musicalmente artistas como David Bisbal (“El coro de la felicidad” para Nocilla, 2011), Paulina Rubio (Crema Caballero, 2002), Peter Dinklage (“La Vida Nuestra”), Michelle Jenner y Oriol Pla (“Álex y Julia”), Lolita Flores y sus hijos Guillermo y Elena Furiase (“Vuelve a casa” para El Almendro, 2021) y Milena Smith y Amaia Romero (“Un lugar para encontrarnos” para Mahou, 2021).
En cuanto a sus trabajos para canales de televisión nacionales e internacionales, destacan las composiciones para series de animación como Jimmy and the Magic Key (Imagic Telecom, 2023), Pettson and Findus (Atlantic Animation), Four and a Half Friends (B-Water Studios & ZDP Enterprises) o LMN’S (Motion Pictures); la identidad sonora para los canales Das Erste, Mega TV, La Sexta y Canal de Andalucía; así como sintonías para programas como “Cómicos” de Paramount Comedy; “Silenci”, “El Gran Dictat”, “El Foraster” y “Gol a gol” de TV3,  o Tres14 de TVE.
Más allá del cine y la televisión, Toni ha colaborado en proyectos de distintos ámbitos como la composición de la pieza musical para el Equipo Español de Natación Sincronizada en los Juegos Olímpicos  de Río de Janeiro 2016 o la creación conceptual y producción del álbum de música “Winds”, interpretado por el cantante islandés Halldor Mar

## Filmografía

### Música para cine y televisión
| Año  | Película                         | Tipología    | Director/a                                |
| 2023 | Perdices                         | Cortometraje | Julieta Lasarte                           |
| 2022 | Del otro lado del jardín         | Largometraje | Daniel Posada                             |
| 2022 | Cemento y acero                  | Cortometraje | Oriol Villar                              |
| 2022 | McCurry, The Pursuit of Color    | Documental   | Denis Delestrac                           |
| 2021 | Estilo Americano                 | Cortometraje | Miriam Kruishoop                          |
| 2021 | The Man Who Wanted to See it All | Largometraje | Albert Albacete                           |
| 2021 | Expansivas                       | Largometraje | Ramiro García Bogliano                    |
| 2019 | La Inocencia                     | Largometraje | Lucía Alemany                             |
| 2019 | A girl in a fortress             | Cortometraje | Erik Morales                              |
| 2017 | De la ley a la ley               | Largometraje | Sílvia Quer                               |
| 2017 | Inmortals                        | Cortometraje | Erik Morales                              |
| 2016 | Riders of the Well of Death      | Cortometraje | Erik Morales                              |
| 2016 | El ciudadano ilustre             | Largometraje | Mariano Cohn y Gastón Duprat              |
| 2014 | Chances                          | Largometraje | Han Rhyu                                  |
| 2014 | Hyena’s Blood                    | Cortometraje | Nicolás Caicoya                           |
| 2014 | Any Day Now                      | Cortometraje | Albert Uría                               |
| 2014 | These Things Happen              | Cortometraje | Miguel Pérez-Urría                        |
| 2013 | Greencard Warriors               | Largometraje | Miriam Kruishoop                          |
| 2013 | La fleur                         | Documental   | Xavier Bosch                              |
| 2011 | New York Showcase                | Documental   | Albert Uría                               |
| 2009 | La bufanda verde                 | Cortometraje | Santi Lardín y Jesús Urzanqui             |
| 2008 | Las dos vidas de Andrés Rabadán  | Largometraje | Ventura Durall                            |
| 2005 | Con mostaza sabe mejor           | Cortometraje | Álvaro de la Herrán                       |
| 2002 | Business                         | Cortometraje | Álvaro de la Herrán                       |
| 2001 | Fausto 5.0                       | Largometraje | Isidro Ortiz, Àlex Ollé i Carlus Padrissa |

### Música para publicidad (las más destacadas de los últimos años)
| - 2022 Carbonell “Somos lo que cocinamos” - 2022 Casa Tarradellas “Escayola” - 2022 Codorniu “Celebremos más” - 2021 El Corte Inglés “Los niños son Elfos” - 2021 Casa Tarradellas “Soy música” - 2021 Voll Damm “Doble o nada: El arrepentido” - 2021 Mahou “Un lugar para encontrarnos- Eso que tú me das” - 2021 Estrella Damm short film “Amor a primera vista” - 2020 El Corte Inglés “La canción de los Elfos” - 2020 Ikea “Un verdadero lugar” - 2020 Casa Tarradellas “Ya viene” - 2019 El Corte Inglés “Mírate, tú también eres Elfo” - 2019 Estrella Damm “Alma” - 2019 Tous “Tender Stories nº9” - 2018 El Corte Inglés “Mi padre es un Elfo” - 2018 Banco Sabadell “Yo con tú” - 2018 Estrella Damm short film “Álex y Julia” - 2018 Voll Damm “Doble o nada: Zeus y Apolo” - 2018 Tous “Tender Stories nº8” - 2018 Casa Tarradellas “Mudanza” - 2017 Estrella Damm short film “La vida Nuestra” - 2017 Banco Sabadell “Doubles” - 2017 Tous “Tender Stories nº7” - 2017 Tous “Tender Stories nº6” - 2017 Smart “Smartlovers” - 2017 Casa Tarradellas “Pase lo que pase yo estoy a tu lado” - 2016 Damm Lemon “¿Quieres una vida cualquiera?” - 2016 Voll Damm “Doble o nada: Acuario” - 2016 El Corte Inglés “Tampoco pido tanto” - 2016 Tous “Tender Stories nº5” - 2016 Tous “Tender Stories nº4” - 2016 Estrella Damm short film “Las pequeñas cosas” - 2015 El Corte Inglés “Te lo mereces” - 2015 Estrella Damm short film “Vale” | - 2015 Tous “Tender Stories nº3” - 2015 Coca Cola “Pemberton’s nature” - 2014 Ikea “Novedades traen novedades” - 2014 Decathlon “Pequeños deseos” - 2014 Smart “Visionarios” - 2013 Estrella Damm “Mediterráneamente” - 2013 Free Damm “El mediodía” - 2013 Voll Damm “Festival de Jazz” - 2013 Volkswagen Polo “Horse” - 2012 Estrella Damm “Escudella” - 2012 Ikea “Tu revolución empieza en casa” - 2012 Banco Sabadell “Una relación a largo plazo” - 2011 Nocilla “El coro de la felicidad” - 2011 Ikea “Mi fiesta” - 2011 Ikea “Tenéis derecho a dormir tranquilos” - 2011 Ikea “Testamento” - 2011 Mercedes-Benz “Emprendedor” - 2010 Nike-FCB “Escriu el futur” - 2010 Ikea “No es más rico el que más tiene” - 2010 Casa Tarradellas “Como en casa en ningún sitio” - 2009 Nike-FCB “La feina ben feta” - 2009 Ikea “Donde caben dos caben tres” - 2009 Mini “50 aniversario” - 2008 Voll Damm “Festival de Jazz” - 2008 Ikea “Este dormitorio es mío” - 2008 Codorniu “Anna, el nombre del cava” - 2007 Ikea “Esto no se toca” - 2007 Banco Santander “50 aniversario” - 2007 Puig “Rafa Márquez” - 2006 ONCE “Duendes de la ONCE” - 2006 Durex “Ring” - 2005 Danone “Danet” - 2005 Audi “Nuevo Audi" |

### Música para series de animación
| Año  | Serie de animación      | Productora         |
| 2022 | Jimmy and the magic Key | Imagic Telecom     |
| 2021 | Pettson and Findus      | Atlantic Animation |
| 2015 | Four and a half friends | B-Water Studios    |
| 2012 | LMN’S                   | Motion Pictures    |

### Otros proyectos
| Año         | Concepto                                    | Trabajo realizado |
| Actualmente | Equipo Español de Natación Sincronizada     | Asesoramiento musical para las rutinas del Equipo de Natación Sincronizada en los Juegos Olímpicos de París 2024                      |
| 2016        | Equipo Español de Natación Sincronizada     | Composición y producción de la pieza de música para el Equipo de Natación Sincronizada en los Juegos Olímpicos de Río de Janeiro 2016 |
| 2014        | Disco “Winds”- Halldor Mar- Amantes Records | Creación, Idea original, Adaptación y Producción del álbum “Winds”.                                                                   |
| 2012        | Audi Museum, Ingolstadt, Alemania           | Composición de la música de la Exposición                                                                                             |
| 2006        | Webpage de Ronaldinho                       | Composición de la música original de la página web de Ronaldinho                                                                      |
| 1999/2004   | Obra de teatro “Una nit qualsevol”          | Composición de la música de la obra de teatro escrita por Slawomir Mrozek y dirigida por Jordi Dueso                                  |
| 1999        | Disco “I’ll be living/Viviendo” Lari Cole   | Composición y producción del álbum “I’ll be living” para Sony Music                                                                   |